# Totoral (álbum de Dënver)
Totoral es el álbum debut del dúo de música pop Dënver confirmado por Mariana Montenegro y Milton Mahan oriundos de San Felipe. Fue lanzado en abril de 2008 bajo el sello Neurotyka.

## Lista de canciones
Todas las canciones escritas y compuestas por Milton Mahan, excepto donde se indique. 
| N.º   | Título                    | Vocalista principal                | Duración |  |
| 1.    | «Andén 6»                 | Mariana Montenegro                 | 4:05     |  |
| 2.    | «Corazón estacional»      | Mariana Montenegro                 | 4:28     |  |
| 3.    | «Miedo a toparme contigo» | Mariana Montenegro                 | 4:06     |  |
| 4.    | «Los turistas»            | Mariana Montenegro                 | 5:34     |  |
| 5.    | «Conceptos»               | Mariana Montenegro y Milton Mahan. | 3:38     |  |
| 6.    | «Paraíso de menta»        | Milton Mahan                       | 4:00     |  |
| 7.    | «Insistes en volver»      | Mariana Montenegro y Milton Mahan. | 5:57     |  |
| 8.    | «Los menos»               | Milton Mahan                       | 4:57     |  |
| 9.    | «Los últimos veranos»     | Milton Mahan                       | 5:10     |  |
| 10.   | «Corazón de Andrés»       | Mariana Montenegro                 | 6:51     |  |
| 11.   | «Estilo de vida»          | Mariana Montenegro                 | 4:10     |  |
| 52:56 |                           |                                    |          |  |

## Personal
Dënver:
- Milton Mahan: guitarra, bajo, programaciones y voz.
- Mariana Montenegro: voz, teclado y acordeón.

- Datos: Q51686085